# Total Commander
Total Commander はWindows向けのシェアウェアのファイルマネージャ。FTPクライアント機能、ファイル比較機能、アーカイブファイル操作、正規表現によるファイル名一括変更機能などがある。
1993年から2002年まで Total Commander は Windows Commander と称していた。2002年に作者がマイクロソフトから "Windows" は同社の登録商標である旨の手紙を受け取り、訴えられることを恐れた作者が改名したという。
Christian Ghisler が Delphi 2（32ビット版）と Delphi 1（16ビット版）を使って開発した。プラグインAPIが公開されており、誰でも拡張することができ、ファイルの編集や参照に外部プログラムを使うことができる。プラグインの多くは無料で入手可能で、各種アーカイブ形式に対応したものや特殊なファイルフォーマット用のビューアなどがある。また、内部機能（コマンド）も豊富で、それぞれにアイコンを対応させることができるが、それらを見つけるには若干の熟練を要する。
Windows Mobile およびAndroid用の Total Commander はフリーウェアである。
さらに、USBとU3ストレージ用の特殊インストーラを使うと、ポータブルアプリケーションとしても利用できる。
Windows版はシェアウェアであり、ダウンロード後30日以内に登録（または削除）する必要がある。未登録状態のままでは、起動する度に登録するようメッセージが表示されるが、試用期間が過ぎても機能が制限されるわけではない。
Total Commander の特筆すべき機能として、Windowsのパーティションだけでなく、ext2/ext3やReiserFSのパーティションにもアクセスできるプラグインが存在する。したがってWindowsとLinuxのデュアルブート機では、Windowsを使っている状態でLinuxのパーティションにあるファイルにもアクセスできる。
ダウンロードサイズは約2MBで、16ビット版と32ビット版が各種Windowsバージョン向けに用意されている。それらの多くはWineを使ってLinux上で動作させることも可能である。
PC版は多国語対応しており、標準パッケージに18カ国語のメニュー・メッセージを内蔵しているほか、アドオンをダウンロードすることで日本語などにも対応する（1998年のVer.3.51以降、継続的に日本語アドオンが提供されている）。